# A Clone of My Own
A Clone of My Own (рус. Мой собственный клон) — десятый эпизод второго сезона мультсериала «Футурама». Североамериканская премьера этого эпизода состоялась 9 апреля 2000 года.

## Сюжет
Профессору Фарнсворту исполняется 150 лет. В Марсианском университете в честь него был организован банкет. Каждый из команды Межпланетного экспресса произносил речь. Позже был продемонстрирован фильм, который для профессора сняла Лила. Из него можно узнать, что профессор Фарнсворт родился 9 апреля 2851 года. После просмотра трёхминутного фильма профессор понимает, что его жизнь подходит к концу, а он ещё многого не успел сделать. Он решает, что ему нужен преемник. Для этого он начинает строительство машины преемника.
Спустя четыре дня профессор так и не выходит из лаборатории, а тем временем в команде зарождаются споры о выборе профессором преемника. Позже профессор представляет своё творение — собственного клона Кьюберта Фарнсворта. По замыслу профессора Кьюберт должен будет стать преемником профессора. Но сам мальчик двенадцатилетнего возраста сразу же демонстрирует свой тяжёлый характер. После множества замечаний Кьюберта команда начинает его ненавидеть.
Профессор пытается рассказать преемнику, что предстоит доделывать Кьюберту после его смерти, но молодой человек не воспринимает слова своего создателя и отрицает все его мечты и надежды. Поняв, что даже свой последний проект профессор сделал не таким, как сам того хотел, Хьюберт Фарнсворт сознается в страшной тайне. На самом деле ему не 150, а 160 лет, и пришло время увидеться с «Бригадой Заката». Эта Бригада, представляющая собой робота, одетого как «смерть с косой», забирает профессора на неизвестную планету, откуда ещё никто никогда не возвращается.
На следующий день команда Межпланетного экспресса, узнав о случившемся, решает вернуть профессора. С помощью нюхоскопа Лила находит планету, куда отвозят людей после 160-летия. Фрай, Лила и Бендер решают отправиться туда, чтобы спасти профессора. На протяжении всего пути Кьюберт продолжает вносить недоверие и сомневаться в разумности поисков профессора, чем сильно злит всю команду. По запаху команда находит профессора на Звезде Полусмерти (англ. The Near-Death Star).
После того как команда, переодевшись в форму «Бригады заката», маскирует Фрая как пожилого человека с горбом, они отправляются на поиски профессора. Обманув охрану и вызнав комнату, где находится профессор, команда начинает поиск комнаты № 7152. При попытке выкрасть профессора их замечает охрана. После обстрела космического корабля охранниками команда Межпланетного экспресса теряет возможность управления им. Спасти команду получается у Кьюберта Фарнсворта, который знает, как починить двигатель космического корабля, сделав так, что «не он двигает корабль Межпланетного экспресса, а двигает всю Вселенную вокруг корабля».

## Персонажи
Список новых или периодически появляющихся персонажей сериала
- Дин Вернон
- Дебют: Капитан Маски
- Дебют: Кьюберт Фарнсворт
- Эльзар
- Огден Вёрнстром

## Изобретения будущего
- Машина назначения преемника (англ. Successor naming machine) — профессор хочет создать такой аппарат, когда ему необходимо назвать преемника. Создал он её или нет, остаётся неизвестным.
- Универсальный переводчик (англ. Universal Translator) — первоначальная задумка профессора сделать машину, переводящую на все существующие языки, осталась реализованной не до конца. Изобретение профессора может переводить только на французский, что в 3000 году не имеет практического смысла — французский язык стал мёртвым.
- Машина времени — на её создание у профессора ушло 15 лет, но машина так и не заработала.

## Интересные факты